# Mieczysław Libront
Mieczysław Libront (ur. w Krakowie) – polski artysta fotograf. Członek rzeczywisty i wieloletni prezes Zarządu Krakowskiego Klubu Fotograficznego. Członek honorowy Krakowskiego Klubu Fotograficznego.

## Życiorys
Mieczysław Libront, absolwent Akademii Górniczo-Hutniczej im. Stanisława Staszica w Krakowie (Wydział Przeróbki Plastycznej Metali), związany z krakowskim środowiskiem fotograficznym – mieszka w Krakowie. Fotografuje od początku lat 60. XX wieku – początki jego działalności na niwie fotografii miały miejsce między innymi w Licealnym Kółku Fotograficznym, Młodzieżowej Agencji Fotograficznej oraz Klubie Fotografików Amatorów, w którym pełnił funkcję wiceprzewodniczącego Zarządu. Miejsce szczególne w jego twórczości zajmuje fotografia krajobrazowa, fotografia krajoznawcza, fotografia kreacyjna, fotografia pejzażowa. 
Mieczysław Libront jest autorem i współautorem wielu wystaw fotograficznych; indywidualnych, zbiorowych oraz pokonkursowych (m.in. w ramach działalności w Krakowskim Klubie Fotograficznym) – w Polsce i za granicą (m.in. w Niemczech i we Włoszech). Jest laureatem medali, nagród, wyróżnień, dyplomów, listów gratulacyjnych. Jego fotografie przekazano do zbiorów fototeki Federacji Amatorskich Stowarzyszeń Fotograficznych w Polsce. Jest współautorem zdjęć do książki autorstwa Ryszarda Kreysera – Zaczynam fotografować (Wydawnictwa Naukowo-Techniczne 1992–1994). Jest członkiem rzeczywistym Krakowskiego Klubu Fotograficznego, w którym od 1997 do 2005 pełnił funkcję przewodniczącego Zarządu KKF – obecnie jest członkiem Komisji Artystycznej KKF. W 2001 roku został przyjęty w poczet członków Fotoklubu Rzeczypospolitej Polskiej Stowarzyszenia Twórców. Decyzją Komisji Kwalifikacji Zawodowych Fotoklubu RP, otrzymał dyplom potwierdzający kwalifikacje do wykonywania zawodu artysty fotografa, fotografika (legitymacja nr 146). Kapituła Fotoklubu RP przyznała mu tytuł Zasłużony dla Fotografii Polskiej. W 2015 roku obchodził 55-lecie twórczości fotograficznej. W działalności Fotoklubu RP uczestniczył do 2021.

## Odznaczenia
- Srebrny Krzyż Zasługi (1984);
- Medal 150-lecia Fotografii (1989);
- Brązowa Odznaka Honorowa Federacji Amatorskich Stowarzyszeń Fotograficznych w Polsce (1986);
- Srebrna Odznaka Honorowa Federacji Amatorskich Stowarzyszeń Fotograficznych w Polsce (1993);
- Złota Odznaka Fotografii Krajoznawczej (1999);
- Odznaka „Zasłużony Działacz Kultury”[2];
- Odznaka „Honoris Gratia”;

Źródło.